# Bayside School
Bayside School (Saved by the Bell) è una sitcom statunitense andata in onda negli Stati Uniti d'America dal 1989 al 1993 sul canale NBC. In Italia la serie è stata trasmessa da Italia 1 dall'ottobre del 1993 al gennaio del 1994 in fascia tardo-pomeridiana.
La serie è lo spin-off di Good Morning, Miss Bliss, durata 13 puntate e andata in onda negli USA dal 1988 al 1989.

## Trama
Bayside School narra le vite di sei adolescenti alle prese con i quattro anni del liceo. Il protagonista Zack Morris (Mark-Paul Gosselaar) (l'unico che ha possibilità di rivolgersi verso la quarta parete e "parlare" con il pubblico nonché capace di "fermare il tempo"), ragazzo biondo e bello è innamorato della ragazza più bella della scuola, Kelly Kapowski (Tiffani-Amber Thiessen), mentre Jessie (Elizabeth Berkley), prova amore e odio verso Slater (Mario Lopez). Il gruppo si completa con Lisa (Lark Voorhies), che vive di abiti firmati e pettegolezzi, e Screech (Dustin Diamond), personaggio buffo e distratto. Sullo sfondo c'è il preside della Bayside High, il signor Belding (Dennis Haskins).
Le vicende sono prevalentemente ambientate all'interno del liceo Bayside High di Pacific Palisades e dell'attiguo diner 'The Max' (nella versione italiana chiamato solo il 'Max'). A partire dalla terza stagione, alcuni episodi vengono ambientati anche al di fuori delle mura scolastiche, come in un Country Club di Malibù, un lussuoso hotel di Palm Desert e il centro commerciale di Pacific Palisades.

## Personaggi e interpreti
- Zachary "Zack" Morris (stagioni 1-4), interpretato da Mark-Paul Gosselaar, doppiato da Fabrizio Manfredi.
È un ragazzo molto intelligente anche se non è bravo a scuola a causa del suo disinteresse per lo studio. Bello e biondo, è il protagonista della serie, lo si nota dal fatto che è l'unico che interagisce con il pubblico (a volte "ferma" il tempo per consentire delle battute). Durante la prima stagione farà a gara con l'amico Slater per conquistare Kelly. È tutt'altro che uno studente modello ma ama la scuola e si diverte a cacciarsi perennemente nei guai. Figlio unico, vive assieme ai genitori a Pacific Palisades. È un amico di infanzia di Jessie Spano (sono vicini di casa), nonché il migliore amico di Screech. Infine non va molto d'accordo con Richard Belding il preside della scuola.
- Kelly Kapowski (stagioni 1-4), interpretata da Tiffani Amber Thiessen, doppiata da Barbara De Bortoli.
È la ragazza più bella e ambita della scuola, cheerleader amante del softball, della pallavolo e fan di George Michael. Proviene da una famiglia molto numerosa e non particolarmente agiata. Sin dalla prima stagione del telefilm si innamora di Zack Morris. Dopo il liceo frequenterà la California University, iniziando una relazione sentimentale con il suo insegnante di antropologia.
- Samuel "Screech" Powers (stagioni 1-4), interpretato da Dustin Diamond, doppiato da Francesco Pezzulli.
Esperto di scienza e biologia, ingenuo e impacciato è il migliore amico di Zack che lo rende sempre complice dei suoi piani. Figlio unico, è innamorato di Lisa fin dai tempi dell'asilo ma il suo amore non è mai stato corrisposto. Malgrado i suoi difetti è ben voluto dai suoi amici.
- Jessica Myrte "Jessie" Spano (stagioni 1-4), interpretata da Elizabeth Berkley, doppiata da Francesca Guadagno.
È l'amica di infanzia di Zack nonché sua vicina di casa. Intelligente, studiosa, ambiziosa e impegnata socialmente, è una grande sostenitrice dei diritti delle donne. Figlia di genitori divorziati, ha un rapporto di amore e odio con Slater. Anche se considerata da tutti intelligente, Jessie si dimostra un po' nevrotica e ha problemi con la sua altezza essendo una delle ragazze più alte della scuola. Dal secondo anno, fino alla fine della serie, Jessie è fidanzata con l'atletico AC Slater in un rapporto "tira e molla", che provoca attrito tra i due. Jessie fa anche parte della squadra di nuoto e della squadra di cheerleading con Kelly e Lisa. Dopo il diploma, Jessie va a frequentare la Columbia University.
- Lisa Turtle (stagioni 1-4), interpretata da Lark Voorhies, doppiata da Laura Lenghi.
Già apparsa in Good Morning, Miss Bliss, è figlia unica di due medici, ama i pettegolezzi, i ragazzi e lo shopping, passioni che spesso la cacciano nei guai. Non sopporta di venire perennemente tormentata dalle avances di Screech ma è sempre pronta a difendere i suoi amici. A differenza del resto dei suoi compagni, Lisa non ha una relazione a lungo termine durante le scuole superiori. Subito dopo il diploma, Lisa è stata accettata nel Fashion Institute of Technology di New York.
- Albert Clifford "A.C." Slater Sanchez (stagioni 1-4), interpretato da Mario López, doppiato da Fabrizio Vidale.
Figlio di un militare, si trasferisce alla Bayside High al primo anno di liceo dopo aver cambiato scuola diverse volte. Grande sportivo, è il capitano della squadra di football ed è un classico latin lover. Inizialmente rivale di Zack, i due diventeranno presto complici e amici, anche grazie al fatto che entrambi hanno un rapporto difficile col proprio padre. Durante tutto il corso della serie, Slater e Zack entreranno in competizione per molte altre ragazze, che metteranno spesso a dura prova la loro amicizia. La competizione fra i due ragazzi terminerà quando Zack si metterà con Kelly, mentre Slater si innamorerà di Jessie Spano.
- Preside Richard Belding (stagioni 1-4), interpretato da Dennis Haskins, doppiato da Oliviero Dinelli.
È il preside della scuola. Buono, comprensivo, a volte un po' ingenuo, ama il suo lavoro e il suo rapporto di fiducia che ha con i suoi studenti.

- Max, interpretato da Ed Alonzo, doppiato da Giorgio Locuratolo.
È il mago proprietario del bar 'The Max' (stagione 1).
- Tori Scott, interpretata da Leanna Creel, è una nuova studentessa della Bayside High. Ribelle, anticonformista, guida una motocicletta e ama vestirsi in pelle nera. (stagione 4)
- Leon Carosi, interpretato da Ernie Sabella è il padrone del Malibu Sands Beach Club, il club estivo dove i protagonisti lavorano durante l'estate tra il terzo e il quarto anno. (stagione 3)
- Stacey Carosi, interpretata da Leah Remini è la figlia di Leon Carosi. Inizialmente dura e poco affabile, alla fine avrà una relazione con Zack. (stagione 3)
- Violet Anne Bickerstaff, interpretata da Tori Spelling è la timida e impacciata fidanzata di Screech. (stagioni 2-3)
- Jeff, interpretato da Patrick Muldoon è lo studente universitario che provocherà la rottura tra Zack e Kelly. (stagione 3)

## Spin-off, sequel e film
La serie ha dato vita a uno spin-off e un sequel: Bayside School - La nuova classe e Bayside School - Un anno dopo, entrambe trasmesse dalla NBC a partire dal settembre 1993. La prima ha preso il posto della serie originale nella programmazione (sabato mattina) ed è durata sette stagioni, mentre la seconda è stata trasmessa in prima serata, riscuotendo poco successo e durando meno di una stagione intera. Entrambi sono stati trasmessi in Italia da Italia 1
La serie ha inoltre dato vita a due film per la TV: Haloha avventura hawayana (successivamente re-intitolato Bayside School - Avventura hawaiana) del 1992 e Bayside School - Matrimonio a Las Vegas del 1994.
Nel settembre del 2014, la rete Lifetime, ha trasmesso un film tv riguardante il dietro le quinte del telefilm, ispirato al criticato libro biografico di uno dei protagonisti della serie, Dustin Diamond, intitolato Behind the bell, pubblicato nel 2009.

## Episodi
| Stagione         | Episodi | Prima TV USA | Prima TV Italia |
| ---------------- | ------- | ------------ | --------------- |
| Prima stagione   | 16      | 1989         | 1993            |
| Seconda stagione | 18      | 1990         | 1993            |
| Terza stagione   | 26      | 1991         | 1993            |
| Quarta stagione  | 26      | 1992-1993    | 1993-1994       |

## Produzione

### Pre-produzione
Durante un meeting di preparazione, il presidente della NBC, Brandon Tartikoff, d'accordo con il produttore del telefilm, Peter Engel, disse che il titolo del telefilm avrebbe dovuto contenere la parola "bell" (campanella). Un collega di Peter Engel, a quel punto, suggerì il titolo Saved by the bell ("Salvati dalla campanella") e Tartikoff approvò. A Peter Engel, invece, il nome non piacque ma non fece obiezioni pensando che quella frase di uso comune fosse già protetta dal diritto d'autore e perciò inutilizzabile. Il legale della NBC, tuttavia, scoprì che nessuno ne deteneva i diritti e il giorno successivo Engel si ritrovò l'ufficio tappezzato di poster con su scritto "Saved by the bell".
La serie era liberamente basata sulla sitcom Good Morning, Miss Bliss, da cui prendeva di peso i personaggi di Zack Morris, Lisa Turtle, Screech Powers e del preside Belding. Diverse modifiche narrative vennero applicate ai personaggi e l'azione venne spostata dalla scuola media John F. Kennedy Junior High di Indianapolis al liceo Bayside High di Pacific Palisades, in California. Gli attori Mark-Paul Gosselaar, Lark Voorhies, Dustin Diamond e Dennis Haskins vennero riconfermati.
Le attrici Elizabeth Berkley, Tiffani Amber Thiessen e Jennie Garth fecero il provino per l'unico ruolo femminile nuovo previsto, Kelly Kapowski. Alla fine la Thiessen ottenne la parte ma ai produttori piacque talmente tanto Elizabeth Berkley che la produzione decise di creare un personaggio apposta per lei (Jessie Spano).
Il giovane Mario López ottenne la parte di A.C. Slater dopo una lunga ricerca da parte della produzione.

### Riprese
La serie, prodotta dalla Peter Engel Productions, iniziò le riprese nel marzo del 1989 e concluse definitivamente la lavorazione nell'aprile del 1992. Diversi studi vennero usati nel corso degli anni, tutti situati a Los Angeles e dintorni. Gli unici episodi girati effettivamente in location furono quelli estivi, girati in un Country Club di Santa Monica (lo stesso successivamente utilizzato per gli episodi estivi di Beverly Hills 90210) e in un hotel di Palm Desert.
Tutti gli episodi venivano registrati due volte il venerdì (di mattina con la sola troupe e di pomeriggio, davanti a un pubblico di 200 persone). Per evitare che ci fossero troppi cambiamenti drastici fisici nei protagonisti (che erano tutti in piena pubertà), le riprese della serie non vennero suddivise per stagioni. Ogni tre settimane di lavorazione, il cast riposava una settimana e poi tornava sul set. In particolar modo le stagioni 3 e 4 vennero girate senza soluzione di continuità nell'arco dell'anno 1991. A causa di questo inusuale processo di produzione, i giovani attori non ebbero molte opportunità di lavorare ad altri progetti, ragione che portò Tiffani Thiessen ed Elizabeth Berkley a lasciare la serie nel dicembre del 1991. Per ultimare gli ultimi dieci episodi rimasti in programma, venne assunta l'attrice Leanna Creel nel ruolo di Tori Scott.

Nella primavera del 1991 l'attrice Elizabeth Berkley scivolò dietro le quinte poco prima di iniziare la registrazione dell'episodio Star del Rock e 
si ferì il ginocchio. L'episodio venne comunque girato senza di lei e quello programmato per la settimana successiva (Quando i soldi non rendono) venne modificato in modo da non includere il suo personaggio. L'attrice torno sul set per girare gli episodi di Malibu e nelle sequenze in esterni è spesso visibile un cerotto sul suo ginocchio.
Un altro infortunio colpì l'attore Mark-Paul Gosselaar che durante le prove dello show Circus of the Stars, cadde in maniera errata e si fratturò lo sterno con il mento. A causa di questo incidente, le riprese della terza stagione della serie slittarono di un mese.

## Edizione italiana
Al debutto americano della serie nel 1989, la NBC mandò in onda gli episodi delle quattro stagioni in un ordine del tutto arbitrario, creando non poca confusione nel pubblico: il primo episodio, ad esempio, in cui venivano introdotti tutti i personaggi e in cui il personaggio di Slater arrivava per la prima volta alla Bayside High, venne inspiegabilmente trasmesso a metà stagione. Altri episodi della prima stagione vennero trasmessi durante la seconda, terza o addirittura quarta stagione. Per i successivi passaggi tv e per la distribuzione internazionale (Italia compresa), venne ripristinato l'ordine corretto delle puntate.
Un problema che la NBC dovette affrontare durante la quarta stagione fu l'uscita di scena di due personaggi principali: alla fine del 1991 le attrici Elizabeth Berkley e Tiffani Amber Thiessen decisero di non rinnovare il contratto e abbandonarono la serie a metà delle riprese della quarta stagione. Girati i loro ultimi due episodi (L'ultimo giorno di scuola e La classe del 2003), le due attrici uscirono dal cast e vennero rimpiazzate da Leanna Creel, assunta per interpretare gli ultimi dieci episodi rimasti della quarta stagione nel ruolo di Tori Scott. Durante la messa in onda originale, gli episodi con Kelly e Jessie vennero alternati con quelli di Tori, senza però dare nessuna spiegazione del perché i tre personaggi non si incontrassero mai.
Per l'edizione italiana, il problema venne risolto modificando parzialmente alcuni dialoghi di due episodi: in Ricordi di un'estate (primo episodio della quarta stagione) una telefonata di Kelly e Jessie a Zack ci fa capire che le due ragazze sono a Parigi a studiare dopo aver vinto una borsa di studio (mentre nell'edizione originale stanno semplicemente chiamando Zack per sapere come sta); in Rivali per la pelle (trasmesso dopo il blocco di episodi interpretati dalla Creel) Zack si lamenta con Kelly e Jessie per non avergli portato una ragazza da Parigi mentre Lisa è dispiaciuta perché il padre di Tori è stato trasferito e la ragazza ha dovuto cambiare scuola (nell'edizione originale i ragazzi stanno in realtà discutendo del ballo della scuola).

## Premi e riconoscimenti
- 1990 Young Artist Award
  - Miglior giovane attrice in una serie non in prima serata a Lark Voorhies
  - Nomination Miglior giovane attore in una serie non in prima serata a Dustin Diamond
  - Nomination Miglior serie per famiglie non in prima serata
  - Nomination Miglior cast giovane a Mark-Paul Gosselaar, Tiffani Amber Thiessen, Mario López, Elizabeth Berkley, Lark Voorhies e Dustin Diamond
- 1990 Artios Awards
  - Nomination Miglior casting per serie a Robin Lippin e Shana Landsburg
- 1991 Young Artist Award
  - Miglior giovane attore in una serie non in prima serata a Mark-Paul Gosselaar
  - Miglior giovane guest star femminile in una serie non in prima serata a Tori Spelling
  - Miglior serie per famiglie non in prima serata
  - Nomination Miglior giovane attore in una serie non in prima serata a Mario López
  - Nomination Miglior giovane attrice in una serie non in prima serata a Lark Voorhies
  - Nomination Miglior giovane commediante in una serie non in prima serata a Dustin Diamond
- 1992 Young Artist Award
  - Nomination Miglior giovane attrice in una serie non in prima serata o via cavo a Elizabeth Berkley
  - Nomination Miglior giovane attrice in una serie non in prima serata o via cavo a Lark Voorhies
  - Nomination Miglior giovane attrice in una serie non in prima serata o via cavo a Tiffani Amber Thiessen
  - Nomination Miglior giovane attore in una serie non in prima serata o via cavo a Mark-Paul Gosselaar
  - Nomination Miglior giovane attore in una serie non in prima serata o via cavo a Mario López
  - Nomination Miglior guest star femminile a Tori Spelling
  - Nomination Miglior cast giovane a Mark-Paul Gosselaar, Tiffani Amber Thiessen, Mario López, Elizabeth Berkley, Lark Voorhies e Dustin Diamond
- 1992 Daytime Emmy Awards
  - Nomination Miglior direzione della fotografia a Donald A. Morgan
- 1992 Humanitas Prize
  - Nomination Miglior episodio in una serie per ragazzi a Bennett Tramer (per l'episodio Buon Natale parte 2)
- 1993 Young Artist Award
  - Miglior giovane attrice in una serie non in prima serata a Lark Voorhies
  - Miglior giovane attore in una serie non in prima serata a Mario López
  - Nomination Miglior giovane attrice in una serie non in prima serata a Elizabeth Berkley
  - Nomination Miglior giovane attrice in una serie non in prima serata a Tiffani Amber Thiessen
  - Nomination Miglior giovane attore in una serie non in prima serata a Mark-Paul Gosselaar
- 1994 Gran Premio Internazionale della TV
  - Nomination Miglior telefilm straniero